# Garcinia balimensis
Garcinia balimensis är en tvåhjärtbladig växtart som beskrevs av Albert Charles Smith. Garcinia balimensis ingår i släktet Garcinia och familjen Clusiaceae. Inga underarter finns listade i Catalogue of Life.